# Улі Шмід
Улі Шмід (нім. Uli Schmied, 23 лютого 1947) — німецький академічний веслувальник.
Бронзовий призер Олімпійських Ігор 1972, 1976 років у складі парної двійки, учасник 1968 року.
Чемпіон світу 1974 року в складі парної двійки, срібний призер 1970, 1977 років у складі парної двійки.
Чемпіон Європи 1971, 1973 років у парній двійці.